# 1988 v loďstvech
Tento článek obsahuje významné události v oblasti loďstev v roce 1988.

## Lodě vstoupivší do služby
- 15. ledna –  Ranvijay (D 55) – torpédoborec třídy Rajput[1]

- 13. února –  Daniade (F553) a Sfinge (F554) – korveta třídy Minerva

- 13. února –  ORP Metalowiec – korveta Projektu 1241.1 (v kódu NATO třída Tarantul)[2]

- 18. února –  La Motte-Picquet (D 645) – torpédoborec třídy Georges Leygues

- 25. února –  Bougainville (L 9077) – doková výsadková loď

- 16. dubna –  Gomati (F21) – fregata třídy Godavari[3]

- 23. dubna –  HMS Cornwall (F99) – fregata Typu 22 Broadsword

- květen –  Spiro (P-43) – korveta třídy Espora

- 9. července –  USS Oklahoma City (SSN-723) – ponorka třídy Los Angeles[4]

- 14. července –  Salvatore Pelosi (S-522) – ponorka stejnojmenné třídy

- 26. července –  HMS Sheffield (F96) – fregata Typu 22 Broadsword

- 28. července –  Rapière (L9061) – vyloďovací člun třídy Rapière

- 29. července –  Cassard (D 614) – torpédoborec třídy Cassard

- 6. srpna –  USS San Juan (SSN-751) – ponorka třídy Los Angeles[5]

- 26. srpna –  Sindhuvir (S58) – ponorka třídy Sindhughosh[6]

- 14. října –  HMS Coventry (F98) – fregata Typu 22 Broadsword

- 17. prosince –  USS Tennessee (SSBN-734) – ponorka třídy Ohio[7]

- 22. prosince –  Sindhuratna (S59) – ponorka třídy Sindhughosh[6]